# Gamsiella
Gamsiella (R.K. Benj.) Benny & M. Blackw. – rodzaj grzybów należący do typu Mucoromycota.

## Systematyka
Pozycja w klasyfikacji według Index Fungorum: Mortierellaceae, Mortierellales, Incertae sedis, Mortierellomycetes, Mortierellomycotina, Mucoromycota, Fungi.
Po raz pierwszy opisał go w 1978 r. Richard Keith Benjamin jako podrodzaj rodzaju Mortierella (Mortierella subgen. Gamsiella). W 2004 r. Gerald Leonard i Meredith Blackwell podnieśli go do rangi rodzaju.
Gatunki występujące w Polsce:
- Gamsiella stylospora (Dixon-Stew.) Vandepol & Bonito 2020

Nazwy naukowe według Index Fungorum. Wykaz gatunków według W. Mułenki i in. (jako Mortierella stylospora).